# HK Canis Majoris

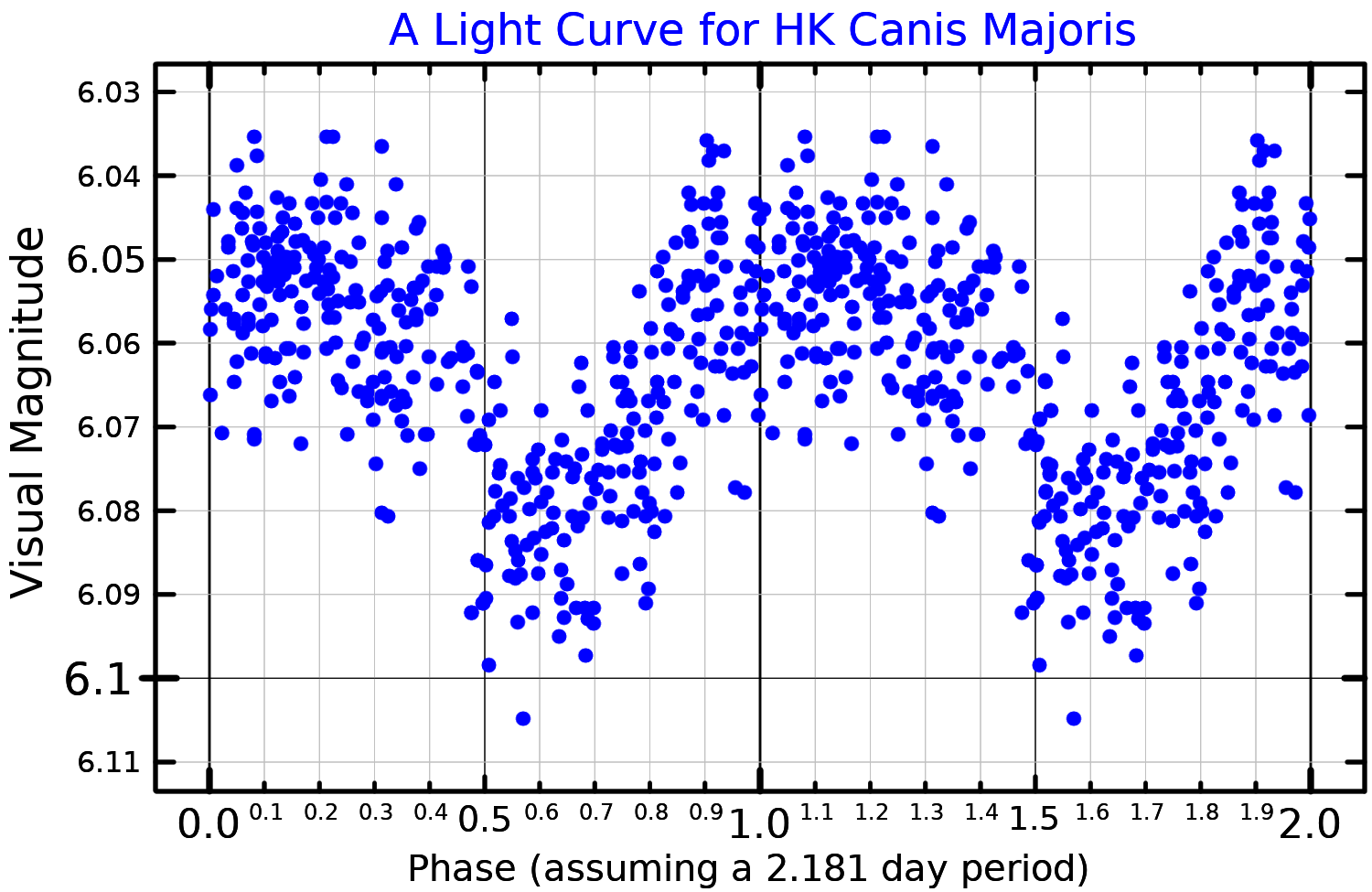
intensitat de l'estel.

HK Canis Majoris (HK CMa / 12 Canis Majoris / HD 49333 / HR 2509) és un estel variable a la constel·lació del Ca Major. Catalogada com a variable SX Arietis, la seva lluentor oscil·la entre magnitud aparent +6,06 i +6,09 al llarg d'un període de 2,181 dies. S'hi troba a 665 anys llum de distància del sistema solar.
Encara que en la base de dades SIMBAD HK Canis Majoris apareix classificada com a gegant de tipus espectral B7II/III, altres estudis la consideren un estel de tipus B5V de només 18,6 milions d'anys, la qual cosa correspon al 16% de la seva vida com a estel de la seqüència principal. És un estel químicament peculiar, que presenta sobreabundància de silici però empobriment d'heli. Igual que altres estels anàlegs, posseeix un intens camp magnètic efectiu <Be> que, si escau, aconsegueix els 618 g. La seva temperatura efectiva ha estat estimada entre 15.205 i 16.443 K, conseqüència de la dificultat d'avaluar aquest paràmetre en aquesta classe d'estels. Amb un radi 2,7 vegades més gran que el radi solar, el seu període de rotació és de 2,18 dies. Brilla amb una lluminositat 340 vegades major que la del Sol i és 4,3 vegades més massiva que aquest.